# The Heart Wants What It Wants
〈The Heart Wants What It Wants〉는 셀레나 고메즈의 노래이다. 2014년 컴필레이션 앨범 For You 의 리드 싱글이자 유일한 싱글이다. 빌보드 핫 100 6위를 했으며, 미국 음반 산업 협회(RIAA) 인증 플래티넘 등급을 받은 곡이다.